# Nissan Magnite
Der Nissan Magnite ist ein Sport Utility Vehicle des japanischen Automobilherstellers Nissan, das in Indien und Indonesien vermarktet wird und unterhalb des Nissan Kicks positioniert ist.

## Geschichte
Ursprünglich war geplant, ein SUV im B-Segment unter dem 2014 wiederbelebten Markennamen Datsun einzuführen. Eine im Mai 2020 verkündete, neue Konzernstrategie von Renault-Nissan-Mitsubishi gab dann aber bekannt, dass die Marke Datsun wieder eingestellt werden würde, weshalb das Fahrzeug als Nissan auf den Markt kommen werde. Vorgestellt wurde zunächst das Konzeptfahrzeug Magnite Concept im Juli 2020, ehe das Serienmodell drei Monate später präsentiert wurde. In den Handel kam der Magnite im Dezember 2020. Eine überarbeitete Version der Baureihe wurde im Oktober 2024 vorgestellt.
Produziert wird der Wagen gemeinsam mit dem Renault Kiger, mit dem er sich auch die Plattform teilt, im indischen Chennai. Beide SUVs sind knapp unter vier Meter lang und erhalten damit auf dem indischen Markt Steuervergünstigungen. Als Wettbewerber gelten unter anderem der Hyundai Venue, der Kia Sonet oder der Tata Nexon.

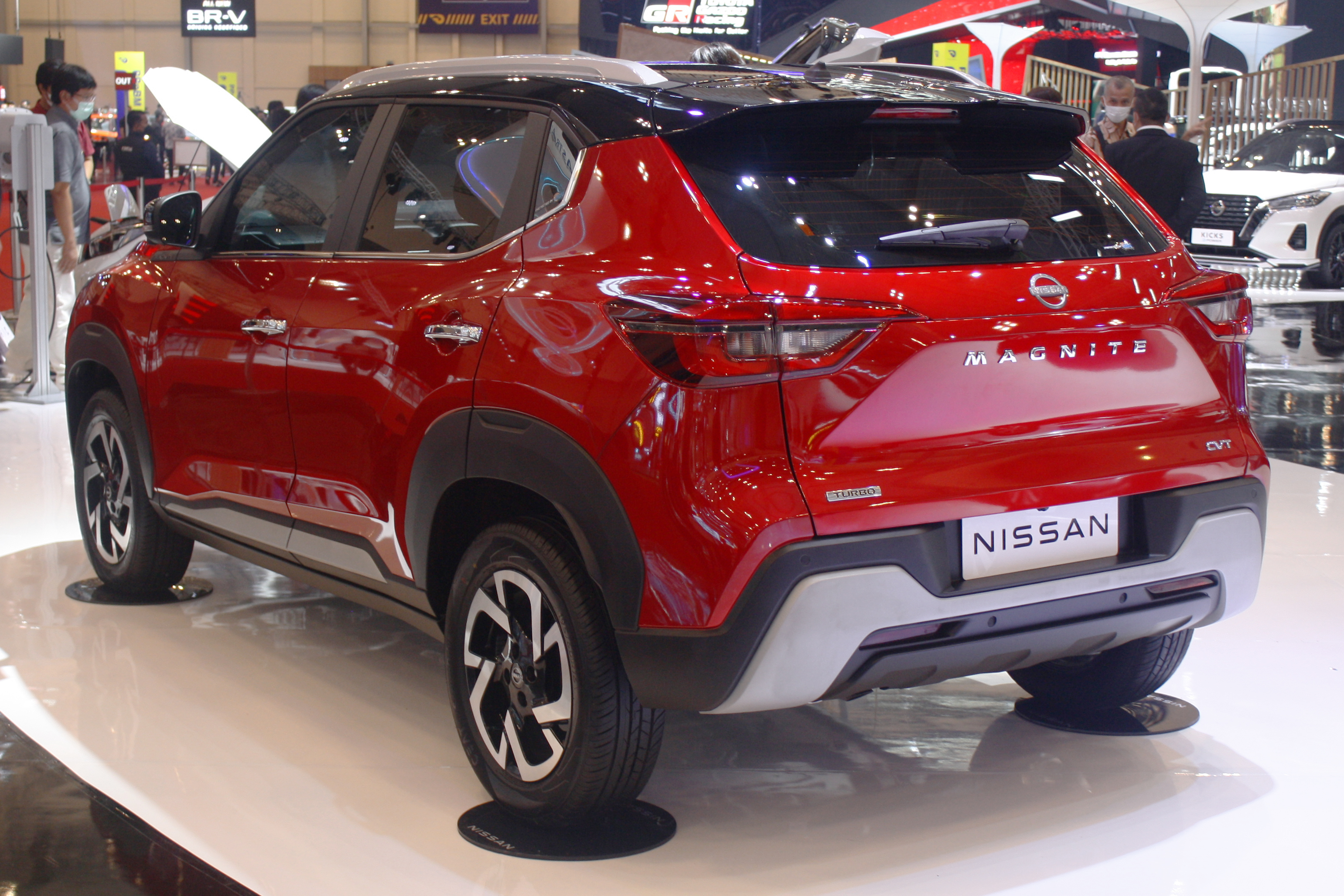
Heckansicht
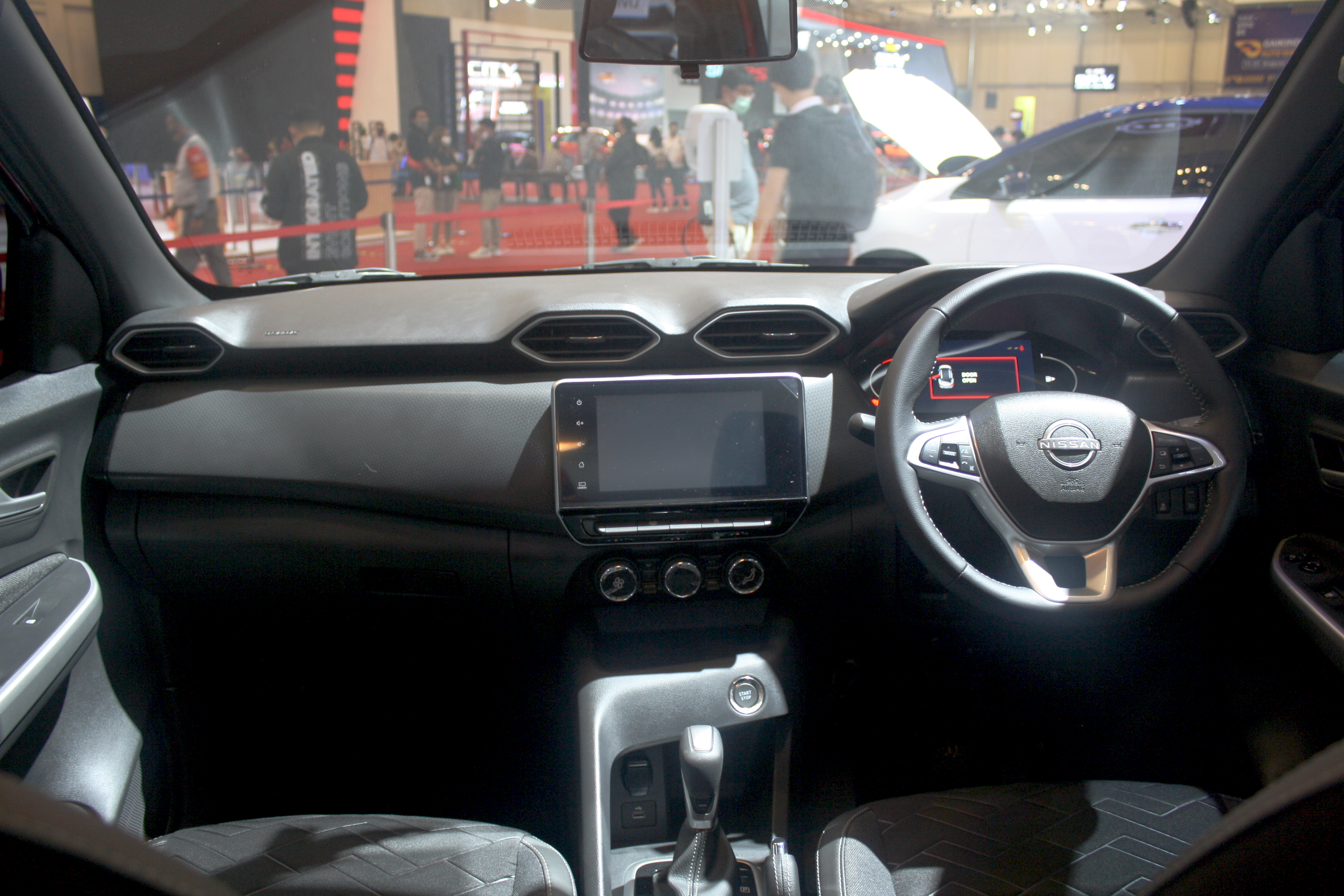
Innenansicht
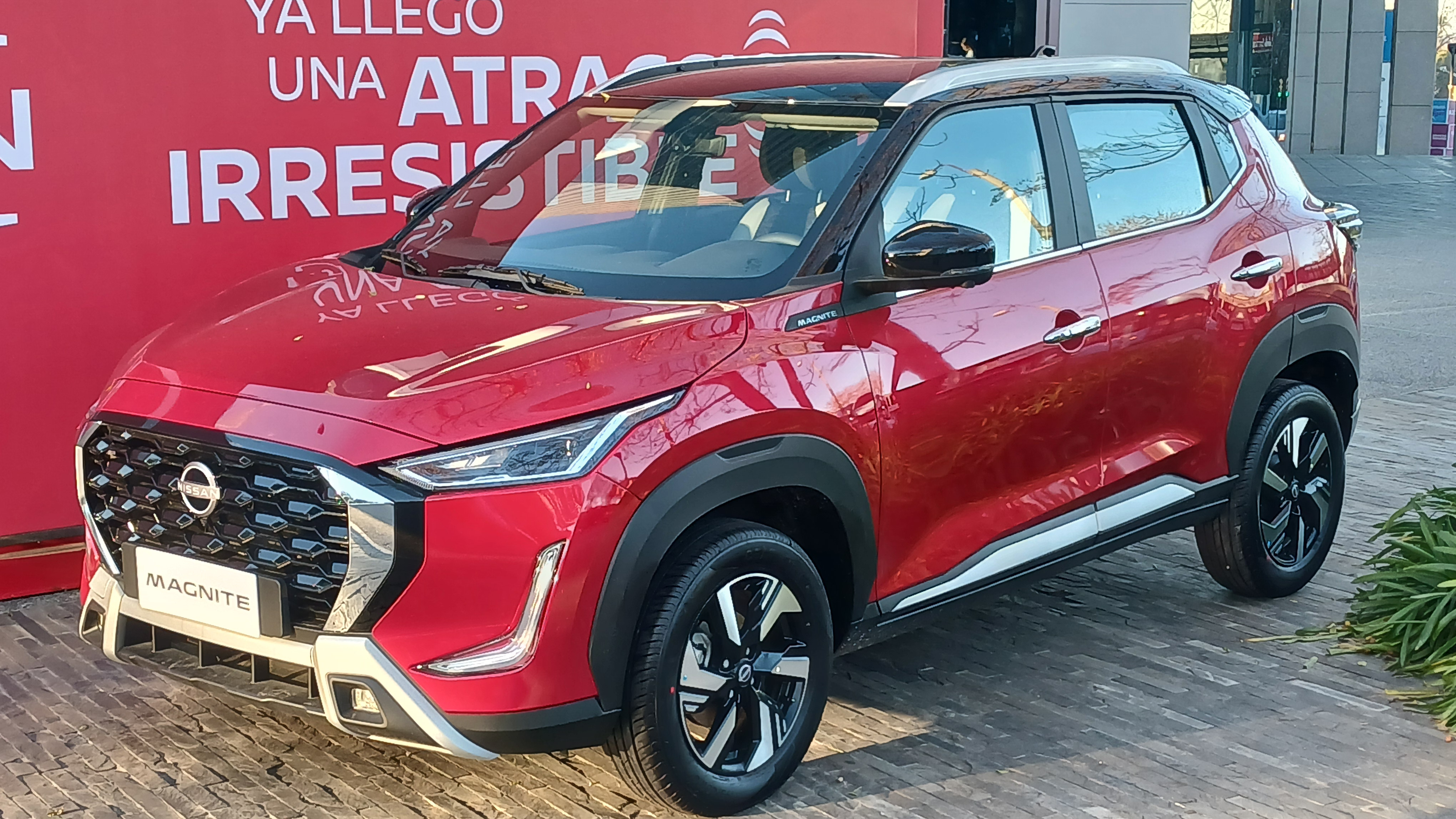
Nissan Magnite (seit 2024)
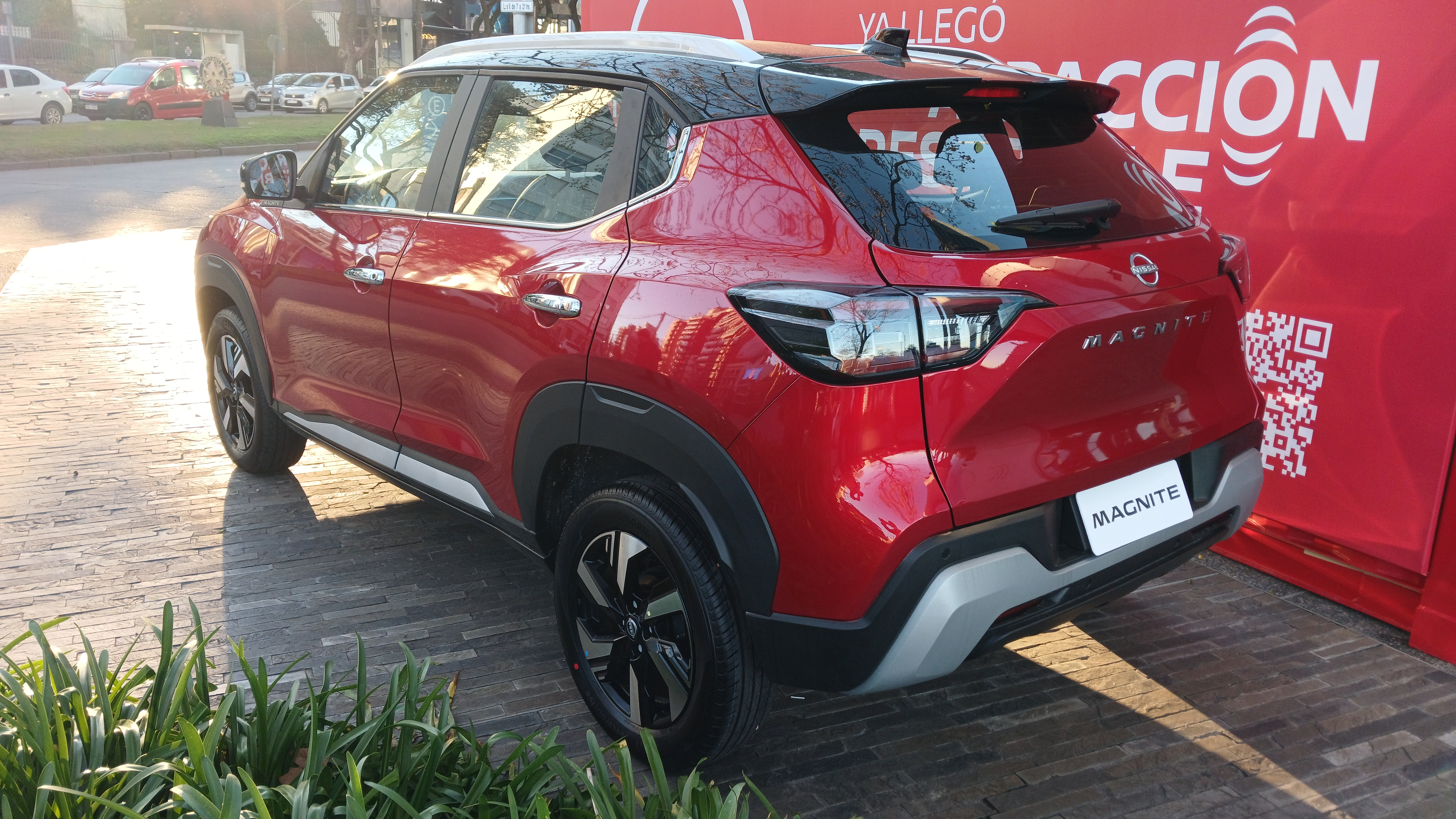
Heckansicht

## Technische Daten
Angetrieben wird der Magnite von einem Einliter-Ottomotor. Die stärkere Variante hat einen Turbolader erhältlich. Seit Mai 2025 bietet Nissan für den Basismotor auch eine CNG-Umrüstung an.
|                                             | 1.0                   | 1.0 Turbo                               |
| Bauzeitraum                                 | seit 12/2020          | seit 12/2020                            |
| Motorkenndaten                              |                       |                                         |
| Motortyp                                    | R3-Ottomotor          | R3-Ottomotor                            |
| Motoraufladung                              | —                     | Turbolader                              |
| Hubraum                                     | 999 cm³               | 999 cm³                                 |
| max. Leistung bei min−1                     | 53 kW (72 PS) / 6250  | 74 kW (100 PS) / 5000                   |
| max. Drehmoment bei min−1                   | 96 Nm / 3500          | 160 Nm / 2800–3600 (152 Nm / 2200–4400) |
| Kraftübertragung                            |                       |                                         |
| Antrieb                                     | Vorderradantrieb      | Vorderradantrieb                        |
| Getriebe, serienmäßig                       | 5-Gang-Schaltgetriebe | 5-Gang-Schaltgetriebe                   |
| Getriebe, optional                          | —                     | (Stufenloses Getriebe)                  |
| Messwerte                                   |                       |                                         |
| Höchstgeschwindigkeit                       | 150 km/h              | 173 km/h (168 km/h)                     |
| Beschleunigung, 0–100 km/h                  | 16,0 s                | 11,7 s (13,4 s)                         |
| Kraftstoffverbrauch auf 100 km (kombiniert) | 5,3 l Super           | 5,0 l Super (5,6 l Super)               |
| Leergewicht                                 | 939 kg                | 1014 kg (1039 kg)                       |
| Tankinhalt                                  | 40 l                  | 40 l                                    |

Werte in runden Klammern gelten für Modelle mit optionalem Getriebe